# Сигмюндюр Давид Гюннлёйгссон
Си́гмюндюр Да́вид Гю́ннлёйгссон (исл. Sigmundur Davíð Gunnlaugsson; род. 12 марта 1975, Рейкьявик, Исландия) — исландский государственный и политический деятель. Председатель Партии Центра с 2017 года, Прогрессивной партии в 2009—2016 гг. Депутат альтинга с 2009 года. Премьер-министр Исландии с мая 2013 года по апрель 2016 года.

## Биография
Родился в 1975 году в Рейкьявике. Его отец Гюннлёйгюр Сигмюннссон (род. 1948) неоднократно избирался в альтинг, работал в разных странах как представитель авиакомпании Icelandair. Его сестра Нанна Маргрьет Гюннлёйгсдоуттир (Nanna Margrét Gunnlaugsdóttir; род 1978) избрана депутатом альтинга на выборах 2024 года.
В 1982—1985 годы жил в столице США Вашингтоне, где его отец работал во Всемирном банке.
По окончании школы учился в Исландском университете, где изучал экономику. На практике работал в Москве и Копенгагене. Заканчивал он учёбу в Оксфордском университете. В 2000—2007 годах работал журналистом на государственной радиостанции RUV.

### Политическая карьера
После поражения Прогрессивной партии на парламентских выборах в 2009 году возглавил эту партию. Был избран в альтинг по округу Северный Рейкьявик.

На выборах в апреле 2013 года Прогрессивная партия оказалась в лидерах в парламенте. Столько же депутатов получила и Партия независимости.
Президент Исландии Оулавюр Рагнар Гримссон 30 апреля 2013 года предоставил Сигмюндюру мандат на формирование правительства.
23 мая 2013 года парламент Исландии утвердил нового премьер-министра страны. Сигмюндюр стал одним из самых молодых руководителей глав государств и правительств в мире, а также самым молодым премьер-министром Исландии за всё время независимости. Через 2 недели новое правительство было приведено к присяге.
Первыми шагами нового премьер-министра стало приостановление процесса переговоров о присоединении Исландии к ЕС. Вопрос о его возобновлении должен быть решён после проведения общенародного референдума.
В апреле 2016 года он оказался в центре скандала в связи с публикацией панамских документов. Выяснилось, что на его жену зарегистрированы офшоры на Британских Виргинских островах. Вечером 4 апреля 2016 года в Исландии собрались крупные митинги за его отставку. 5 апреля Сигмюндюр подал в отставку.

## Семья
Женат, имеет ребёнка.